# Drive (singel Incubus)
Drive – ballada rockowa amerykańskiego zespołu Incubus, wydana na singlu promującym ich album Make Yourself z roku 1999. „Drive” zostało wydane w 2001 roku jako trzeci singel z tego albumu i dotarło do szczytu zestawienia amerykańskiego Billboardu w kategorii Modern Rock Tracks.

## Wpływy muzyczne
Utwór jest uważany za dojrzały. Został nagrany głównie przy użyciu instrumentów akustycznych i oparty zarówno muzycznie, jak i tekstowo na bardzo relaksującej i pozytywnej atmosferze. Napisany jest w tonacji e-moll i – mimo iż jest technicznie prosty – składa się z podstawowych akordów jazzowych, praktycznie nie używanych w muzyce popularnej, jednak często stosowanych przez gitarzystę Mike’a Einzigera w różnych piosenkach Incubusa.

## Wykonania na żywo
Piosenka jest wykonywana na koncertach w wielu różnych aranżacjach: unplugged z Mikiem i Brandonem, „full band”, czyli przez cały zespół, a także w zremiksowanej wersji skoncentrowanej na wzmocnionej i zrekonstruowanej melodii granej na basie przez Bena Kenneya, z Mikiem grającym na pianinie elektrycznym (wersja umieszczona na DVD Alive at Red Rocks).

## Teledysk
Teledysk bazuje na „Rysujących dłoniach” M.C. Eschera. Przedstawia jam session przeplataną animacjami, w których Brandon rysuje samego siebie.